# Hermes von Dalmatien
Hermes von Dalmatien war einer der siebzig Jünger. Er wird in Röm 16,14  gemeinsam mit Asyncritus, Phlegon, Hermas und Patrobas erwähnt. Hermes soll Bischof in Dalmatien gewesen sein. Er wird als Heiliger verehrt; sein Gedenktag ist der 8. April.
Nach Dalmatien ist die Hunderasse der Dalmatiner benannt. Dies beruht auf einer nicht belegten Legende, nach der Hermes von Dalmatien eines Tages am Horizont einen Hund sah, der weiß von Gestalt war, mit mehreren schwarzen Punkten auf dem Fell. Voller Neugierde folgte er dem Hund, über sieben Wiesen, sieben Wälder und sieben Flüsse. Am Ende seines Weges fand er zu einer Menschenmenge, vor der Jesus eine Predigt hielt.